# Le Mesnil-en-Thelle
Le Mesnil-en-Thelle é uma comuna francesa na região administrativa de Altos da França, no departamento de Oise. Estende-se por uma área de 6,09 km². Em 2010 a comuna tinha 2 247 habitantes (densidade: 369 hab./km²).